# Tercera derivada
En cálculo, una rama de las Matemáticas, la tercera derivada es la velocidad a la que la segunda derivada, o la tasa de cambio de la tasa de cambio, está cambiando, que se utiliza para definir aberración. La tercera derivada de una función y=f(x) se puede denotar por
{\displaystyle {\frac {d^{3}y}{dx^{3}}},\quad f'''(x),\quad {\text{or }}{\frac {d^{3}}{dx^{3}}}[f(x)].}
Otras notaciones se pueden utilizar, pero lo anterior son los más comunes.

## Definiciones matemáticas
Dejar {\displaystyle f(x)=x^{4}}. Entonces {\displaystyle f'(x)=4x^{3}}, y {\displaystyle f''(x)=12x^{2}}
Por lo tanto, la tercera derivada de f(x) es, en este caso,
{\displaystyle f'''(x)=24x}
o utilizando Notación de Leibniz
{\displaystyle {\frac {d^{3}}{dx^{3}}}[x^{4}]=24x}
Ahora, para una definición más general. Dejar {\displaystyle f(x)} ser cualquier función de x   A continuación, la tercera derivada de {\displaystyle f(x)} viene dada por la siguiente:
{\displaystyle {\frac {d^{3}}{dx^{3}}}[f(x)]={\frac {d}{dx}}[f''(x)]}
La tercera derivada es la velocidad a la que el segunda derivada (f''(x)) está cambiando.